# Zeegrassen

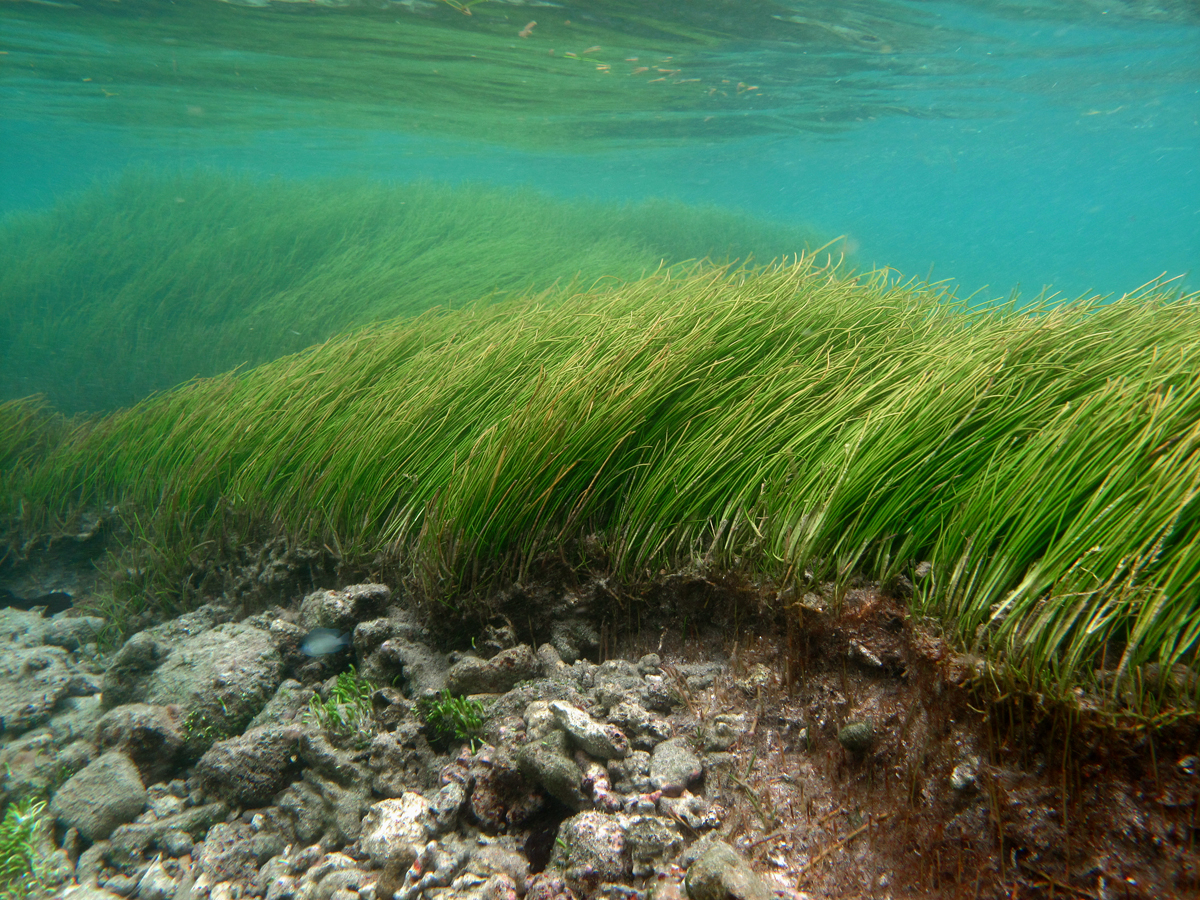
Syringodium isoetifolium beweegt met de deining mee, bij Réunion.

Zeegrassen zijn de enige bloeiende planten die in de zee groeien. Er zijn ongeveer 60 soorten volledig mariene zeegrassen die behoren tot vier plantenfamilies (de Posidoniaceae, zeegrasfamilie (Zosteraceae), waterkaardefamilie (Hydrocharitaceae) en Cymodoceaceae), allemaal behorende tot de orde Alismatales (in de clade van eenzaadlobbigen). Zeegrassen zijn ontstaan uit landplanten die 70 tot 100 miljoen jaar geleden de oceaan opnieuw koloniseerden.
Zeegrassen strekken zich uit over grote zeegrasvelden of zeegrasbedden, die tot de meest productieve ecosystemen ter wereld behoren.

## Leefwijze
De naam zeegras refereert aan de vele soorten met lange en smalle bladeren, die groeien op wortelstokken en die vaak verspreid zijn over grote " weilanden" onder water die op grasland lijken. Veel van de soorten lijken oppervlakkig gezien op grassen die op het land groeien uit de familie Poaceae. In Nederland komen twee soorten uit het geslacht zostera voor.
Zoals alle autotrofe planten, maken zeegrassen gebruik van fotosynthese, met zonlicht dat de fotische zone onder water bereikt. Zeegrassen komen daarom het meest voor in ondiepe en beschutte kustwateren. Zij zijn, in tegenstelling tot andere planten die onder water leven, met hun wortels verankerd in zand- of modderbodems. De meeste soorten zeegrassen planten zich voort via bestuiving onder water en voltooien hun levenscyclus geheel onder water. Hoewel eerder werd aangenomen dat deze bestuiving werd uitgevoerd zonder dierlijke bestuivers en puur door zeestroming (analoog aan windbestuiving op het land), is aangetoond dat dit onjuist is voor ten minste één soort, namelijk Thalassia testudinum. Schaaldieren (zoals krabben, Majidae zoae en Thalassinidea zoea) en wormlarven (syllid polychaete) zijn beide gevonden met stuifmeelkorrels. Thalassia testudinum produceert dan ook voedzame, slijmerige pollen waardoor deze dieren worden aangetrokken en die er vervolgens aan vast plakken.

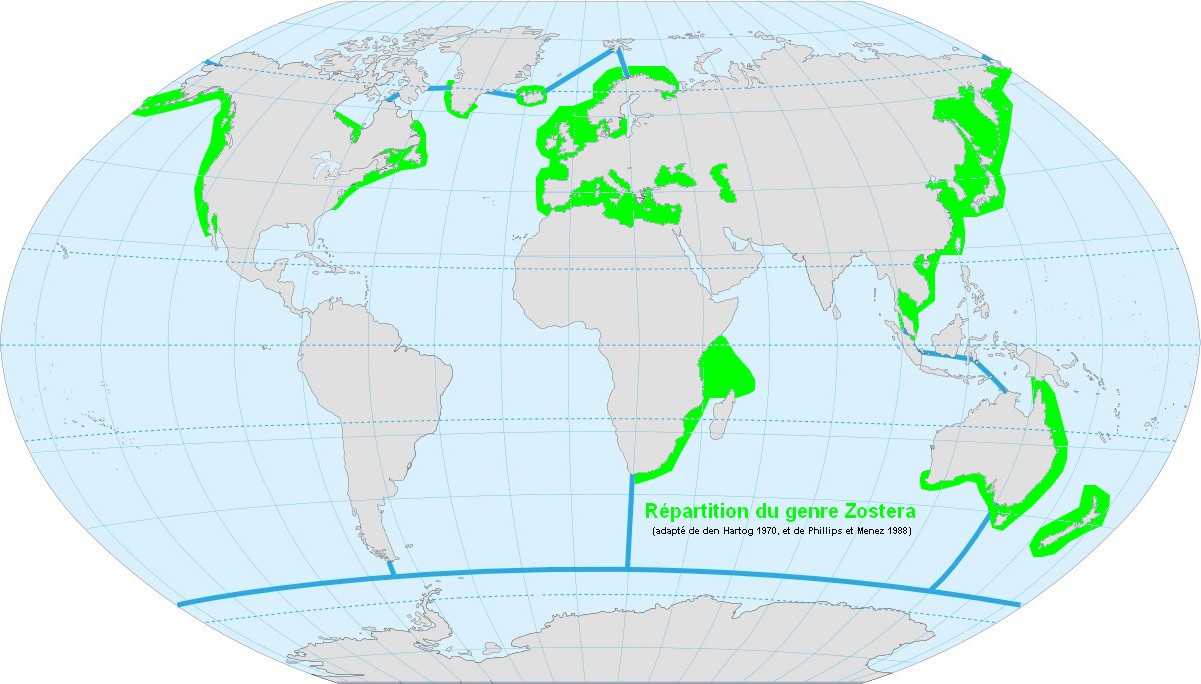
Kaart met het wereldwijde voorkomen van het geslacht Zostera (1970/1988)

Zeegrassen groeien in dichte zeegrasweiden onder water die tot de meest productieve ecosystemen ter wereld behoren. Ze fungeren als belangrijke koolstofputten en zijn leefgebied en voedselreservoir voor veel zeeleven. Zo worden de zeegrassen bij Bonaire, Thalassia testudinum, door de groene zeeschildpad gegeten.
Zeegrassen hebben een grote invloed op de fysische, chemische en biologische omgeving van kustwateren. Hoewel zeegrassen ecosysteemdiensten leveren door als broed- en kraamkamer te fungeren en daarmee van belang zijn voor de visserij, zijn veel aspecten van hun fysiologie niet goed onderzocht. Verschillende studies hebben aangetoond dat de habitat van zeegras wereldwijd afneemt. Tien zeegrassoorten lopen een verhoogd risico op uitsterven (14% van alle zeegrassoorten) en drie soorten worden gezien als bedreigd. Verlies van zeegras en aantasting van de biodiversiteit van zeegras zal ernstige gevolgen hebben voor de mariene biodiversiteit en de menselijke bevolking, die afhankelijk is van de hulpbronnen en ecosysteemdiensten die zeegrassen leveren.

## Kenmerken

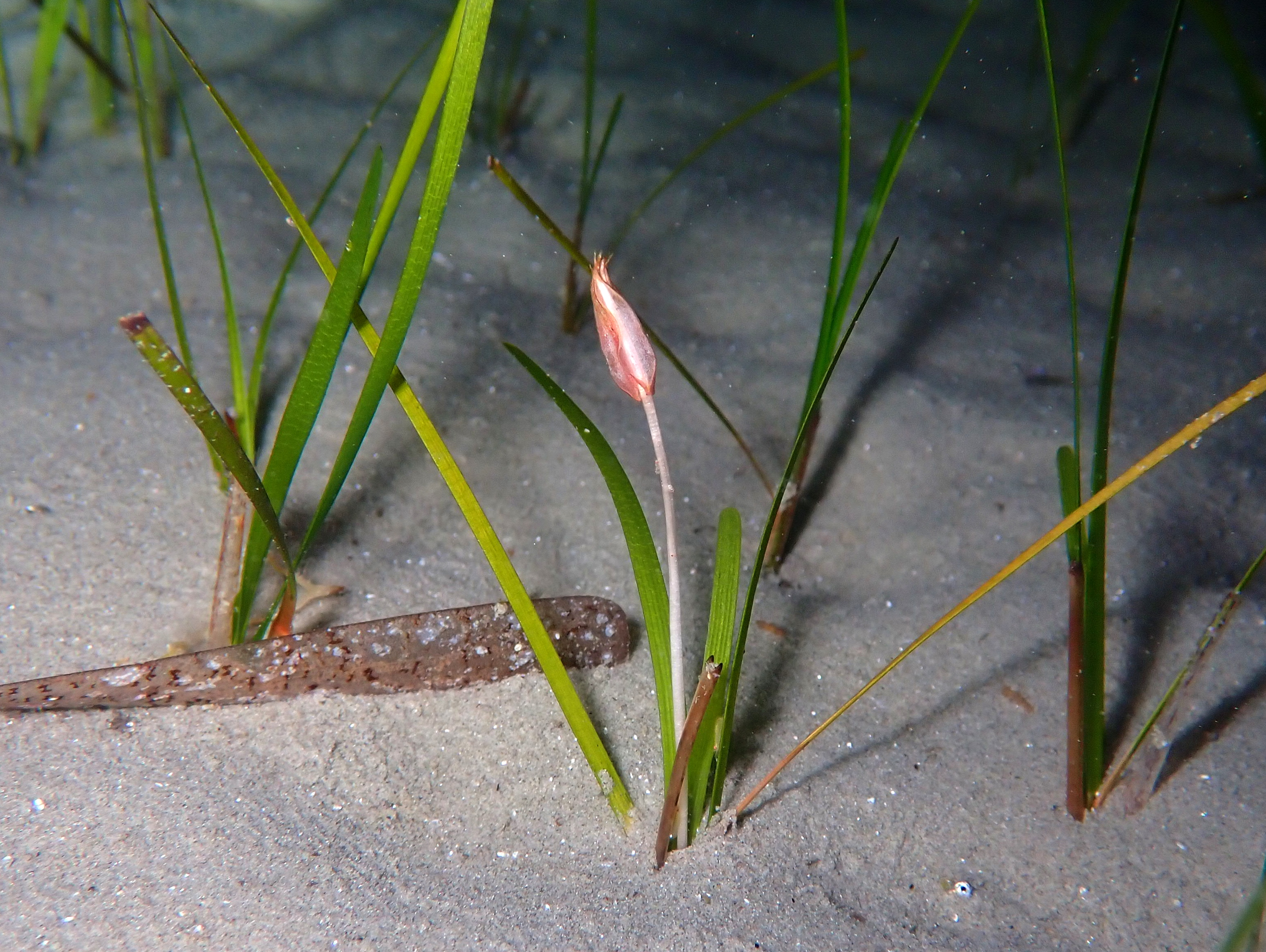
Bloeiwijze van Cymodocea nodosa bij Corsica

Zeegrassen zijn bedektzadigen (angiospermen) die zich aangepast hebben aan het leven in zee. Landplanten zijn drie tot vier keer parallel terug naar de zee geëvolueerd. De volgende kenmerken worden gebruikt om een zeegrassoort te definiëren:
- De plant leeft in een estuarien of marien milieu, en nergens anders (dat wil zeggen, niet op het land).
- De bestuiving vindt onder water plaats met gespecialiseerd stuifmeel.
- De zaden die door zowel biotische als abiotische middelen worden verspreid, worden onder water geproduceerd.
- De zeegrassoorten hebben gespecialiseerde bladeren met een verminderde cuticula en een epidermis zonder huidmondjes.
- De plant bestaat vooral uit fotosynthetisch weefsel.
- De wortelstok of ondergrondse stengel is belangrijk bij de verankering.
- De wortels kunnen in een anoxische omgeving leven en zijn afhankelijk van zuurstoftransport van de bladeren naar de wortelstokken, maar zijn ook belangrijk in de nutriëntenoverdracht.

## Evolutie

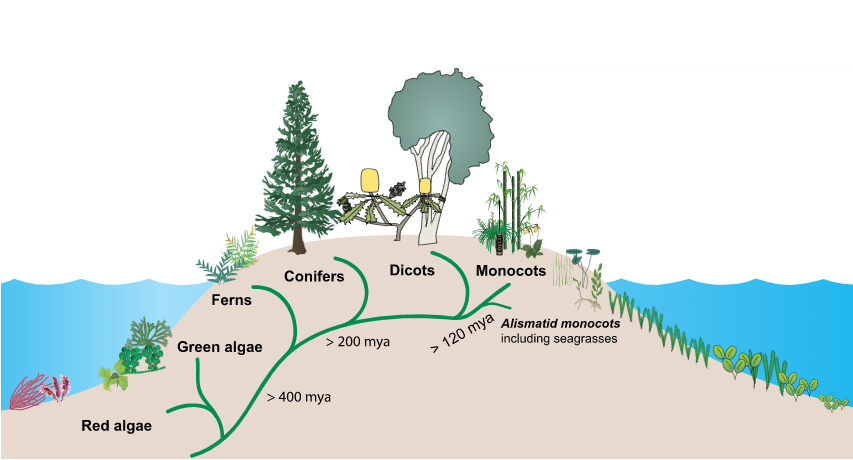
Evolutie van zeegras Dit schema laat zien hoe zeeorganismen naar het land evolueerden, daar diversifieerden naar veelsoortige landplanten, waarna de zeegrassen terugkeerden naar de zee.

Ongeveer 140 miljoen jaar geleden evolueerden zeegrassen uit vroege eenzaadlobbigen (monocotylen) die erin slaagden te overleven in het zoute zeemilieu. Eenzaadlobbigen zijn gras- en grasachtige bloeiende planten (angiospermen) waarvan de zaden doorgaans slechts één embryonaal blad of zaadlob bevatten.
Daarmee evolueerden de planten op aarde weer terug naar de zee. Terrestrische planten zijn misschien al 450 miljoen jaar geleden geëvolueerd uit een groep groene algen. Zeegrassen evolueerden vervolgens van terrestrische planten terug naar de oceaan. Ongeveer 70 tot 100 miljoen jaar geleden evolueerden drie onafhankelijke zeegraslijnen (Hydrocharitaceae, Cymodoceaceae en Zosteraceae) uit een enkele lijn van de eenzaadlobbige bloeiende planten.
Ondanks hun geringe soortendiversiteit zijn zeegrassen erin geslaagd de continentale platten van alle continenten te koloniseren, behalve die van Antarctica.
DNA-sequencing van de genomen van Zostera marina en Zostera muelleri heeft inzicht gegeven in de aanpassing van angiospermen aan de zee. Tijdens de evolutionaire stap terug naar de oceaan zijn verschillende genen verloren gegaan (bijv. de stomatale genen die zorgen voor de huidmondjes) of zijn ze verminderd (bijv. de genen die betrokken zijn bij de synthese van terpenoïden). Andere genen zijn juist teruggekomen, zoals genen die betrokken zijn bij sulfering.

## Taxonomie
Zeegrassen vormen een polyfyletische groep van mariene angiospermen met ongeveer 60 soorten in vijf families (Zosteraceae, Hydrocharitaceae, Posidoniaceae, Cymodoceaceae en Ruppiaceae), die behoren tot de orde Alismatales volgens het Angiosperm Phylogeny Group IV systeem. Het geslacht Ruppia, dat in brak water voorkomt, wordt niet door alle auteurs als een "echt" zeegras beschouwd en is door sommige auteurs verschoven naar de Cymodoceaceae. Het APG IV-systeem en The Plant List zijn het niet eens met deze indeling.
| Familie          | Afbeelding | Afgebeeld geslacht | Aantal soorten |
| ---------------- | --- | --- | --- |
| Zosteraceae      | De familie Zosteraceae, ook bekend als de zeegrasfamilie, omvat twee geslachten met 14 mariene soorten. Het wordt gevonden in gematigde en subtropische kustwateren, met de grootste diversiteit rond Korea en Japan.                                                                                                   | De familie Zosteraceae, ook bekend als de zeegrasfamilie, omvat twee geslachten met 14 mariene soorten. Het wordt gevonden in gematigde en subtropische kustwateren, met de grootste diversiteit rond Korea en Japan.                                                                                                   | De familie Zosteraceae, ook bekend als de zeegrasfamilie, omvat twee geslachten met 14 mariene soorten. Het wordt gevonden in gematigde en subtropische kustwateren, met de grootste diversiteit rond Korea en Japan.                                                                                                   |
| Zosteraceae      | | Phyllospadix | 6 |
| Zosteraceae      | | Zostera | 16 |
| Hydrocharitaceae | De familie Hydrocharitaceae omvat Canadese waterpest. De familie omvat planten die zowel in zoet als in zeewater groeien, hoewel van de zestien momenteel erkende geslachten er slechts drie in zee leven. Ze komen over de hele wereld voor in een grote verscheidenheid aan habitats, maar voornamelijk in de tropen. | De familie Hydrocharitaceae omvat Canadese waterpest. De familie omvat planten die zowel in zoet als in zeewater groeien, hoewel van de zestien momenteel erkende geslachten er slechts drie in zee leven. Ze komen over de hele wereld voor in een grote verscheidenheid aan habitats, maar voornamelijk in de tropen. | De familie Hydrocharitaceae omvat Canadese waterpest. De familie omvat planten die zowel in zoet als in zeewater groeien, hoewel van de zestien momenteel erkende geslachten er slechts drie in zee leven. Ze komen over de hele wereld voor in een grote verscheidenheid aan habitats, maar voornamelijk in de tropen. |
| Hydrocharitaceae | | Enhalus | 1 |
| Hydrocharitaceae | | Halophila | 19 |
| Hydrocharitaceae | | Thalassia | 2 |
| Posidoniaceae    | De familie Posidoniaceae bevat een enkel geslacht met twee tot negen mariene soorten die voorkomen in de zeeën van de Middellandse Zee en rond de zuidkust van Australië. | De familie Posidoniaceae bevat een enkel geslacht met twee tot negen mariene soorten die voorkomen in de zeeën van de Middellandse Zee en rond de zuidkust van Australië. | De familie Posidoniaceae bevat een enkel geslacht met twee tot negen mariene soorten die voorkomen in de zeeën van de Middellandse Zee en rond de zuidkust van Australië. |
| Posidoniaceae    | | Posidonia | 2-9 |
| Cymodoceaceae    | De familie Cymodoceaceae, ook bekend als zeekoe-gras, omvat alleen mariene soorten. Sommige taxonomen erkennen deze familie niet. | De familie Cymodoceaceae, ook bekend als zeekoe-gras, omvat alleen mariene soorten. Sommige taxonomen erkennen deze familie niet. | De familie Cymodoceaceae, ook bekend als zeekoe-gras, omvat alleen mariene soorten. Sommige taxonomen erkennen deze familie niet. |
| Cymodoceaceae    | | Amfibolie | 2 |
| Cymodoceaceae    | | Cymodocea | 4 |
| Cymodoceaceae    | | Halodule | 6 |
| Cymodoceaceae    | | Syringodium | 2 |
| Cymodoceaceae    | | Thalassodendron | 3 |